# María Magdalena
María Magdalena é um filme argentino de 1954 dirigido por Carlos Hugo Christensen.
Rodado em Salvador (Bahia) e Mata de São João, o filme tem locações no castelo de Garcia d'Ávila.

## Recepção
O crítico Van Jafa, do jornal A Noite, elogiou a atuação da protagonista Laura Hidalgo, mas criticou o roteiro "absurdo", ao qual o diretor Carlos Hugo Christensen teria se esforçado para salvar do "dramalhão".